# Kanton Gondrecourt-le-Château
Kanton Gondrecourt-le-Château (fr. Canton de Gondrecourt-le-Château) byl francouzský kanton v departementu Meuse v regionu Lotrinsko. Tvořilo ho 19 obcí. Zrušen byl po reformě kantonů 2014.

## Obce kantonu
- Abainville
- Amanty
- Badonvilliers-Gérauvilliers
- Baudignécourt
- Bonnet
- Chassey-Beaupré
- Dainville-Bertheléville
- Delouze-Rosières
- Demange-aux-Eaux
- Gondrecourt-le-Château
- Horville-en-Ornois
- Houdelaincourt
- Mauvages
- Les Roises
- Saint-Joire
- Tréveray
- Vaudeville-le-Haut
- Vouthon-Bas
- Vouthon-Haut